# Everhardus Johannes Potgieter
Everhardus Johannes Potgieter (født 27. juni 1808 i Zwolle, død 3. februar 1875 i Amsterdam) var en hollandsk digter. 
Før den belgiske opstand (1830) opholdt Potgieter sig på et handelskontor i Antwerpen, hvor han kom under stærk påvirkning af sprogmanden Willems, den flamske bevægelses fader. 1831 foretog han en rejse til Sverige for at tilse en hollandsk families godser. På denne tur gæstede han også København og nedlagde efter sin hjemkomst sine nordiske rejseindtryk i en bog: Het Noorden (2 dele, 1836—40, 3. udgave 1875). 
1833 tog han ophold i Amsterdam. Her kom han snart i bekendtskab med en kreds af litterære folk, og sammen med Bakhuizen van den Brink, Drost og Heije startede han et litterært tidsskrift: De Muzen (1833—36). Da det gik ind, stiftedes (1836) det navnkundige tidsskrift De Gids, i hvis redaktion Potgieter tog ivrig del (1836—66).
Til dette ydede hanen række bidrag såvel i novelleform som på vers. Meget fremkom under pseudonymen W. D—s. Hans prosaarbejder fra De Gids´ udkom under titlen Proza i en 2 binds udgave (1864, ny udgave 1872). Hans poetiske arbejder samledes ligeledes i en 2 binds udgave under titlen Poëzie (1868—69). Af hans digte er Florence det kendteste. 
Det blev skrevet efter hans hjemkomst fra en rejse til Italien. Der havde han bivånet Dante-festen, og den er en hymne til den ophøjede skønhed. Potgieter var en forfinet ånd, der udmærker sig såvel ved tankens dybde som ved udsøgt form; men han er en digter for de få. I Hollands litteratur regnes han dog blandt de første, så lidt han også har skrevet. 